# 所輔
所輔（1世纪—108年），一作許輔，平原郡平原县（今山东省平原县）人，东汉政治人物，平原縣門下小吏。

## 生平
永初二年（108年），变民军首领畢豪等入平原界，縣令劉雄率领吏士乘船相追。到达厭次河交戰。劉雄戰敗，畢豪抓住了劉雄，用矛刺他。当時小吏所輔，向前叩頭求哀，願以自己替代劉雄。畢豪等放走刘雄，用戟刺所輔，貫心洞背而死。東郡太守捕拿畢豪等，上书朝廷。汉安帝詔書追傷所輔，賜錢二十萬，任命所輔之父為郎中。